# 3DBenchy
3DBenchy là một mô hình máy tính 3D được thiết kế đặc biệt để kiểm tra tính chính xác và khả năng của máy in 3D. 3DBenchy được mô tả bởi tác giả của nó, Creative Tools, như là 'thử nghiệm tra tấn in 3D vui nhộn' và được phát hành vào tháng 4 năm 2015 với một mô hình đa phần được phát hành vào tháng 7 năm 2015.

## Sử dụng
3DBenchy thường được sử dụng để kiểm tra và đánh giá máy in 3D khi chúng được xem xét vì mô hình bao gồm một số tính năng khó in bao gồm; đối xứng, bề mặt cong nhô ra, bề mặt nhẵn, mặt phẳng phẳng, lỗ lớn, nhỏ và nghiêng, bề mặt có độ dốc thấp, chi tiết lớp đầu tiên và chi tiết bề mặt nhỏ.
3DBenchy được thiết kế để đo từ các điểm cụ thể để đảm bảo in chính xác bao gồm độ chính xác chiều, cong vênh, sai lệch và dung sai và nó có thời gian in tương đối ngắn khoảng 1 giờ. 3DBenchy đa vật liệu được tạo cho máy in 3D có khả năng in nhiều vật liệu hoặc màu sắc, mô hình bao gồm 17 tệp riêng lẻ, mỗi tệp có thể có các cài đặt khác nhau được áp dụng cho chúng.
3DBenchy miễn phí tải xuống và có sẵn theo giấy phép Creative Commons Attribution-Sharealike nghĩa là nó có thể được chia sẻ và thay đổi bởi bất kỳ ai.

## Bộ sưu tập

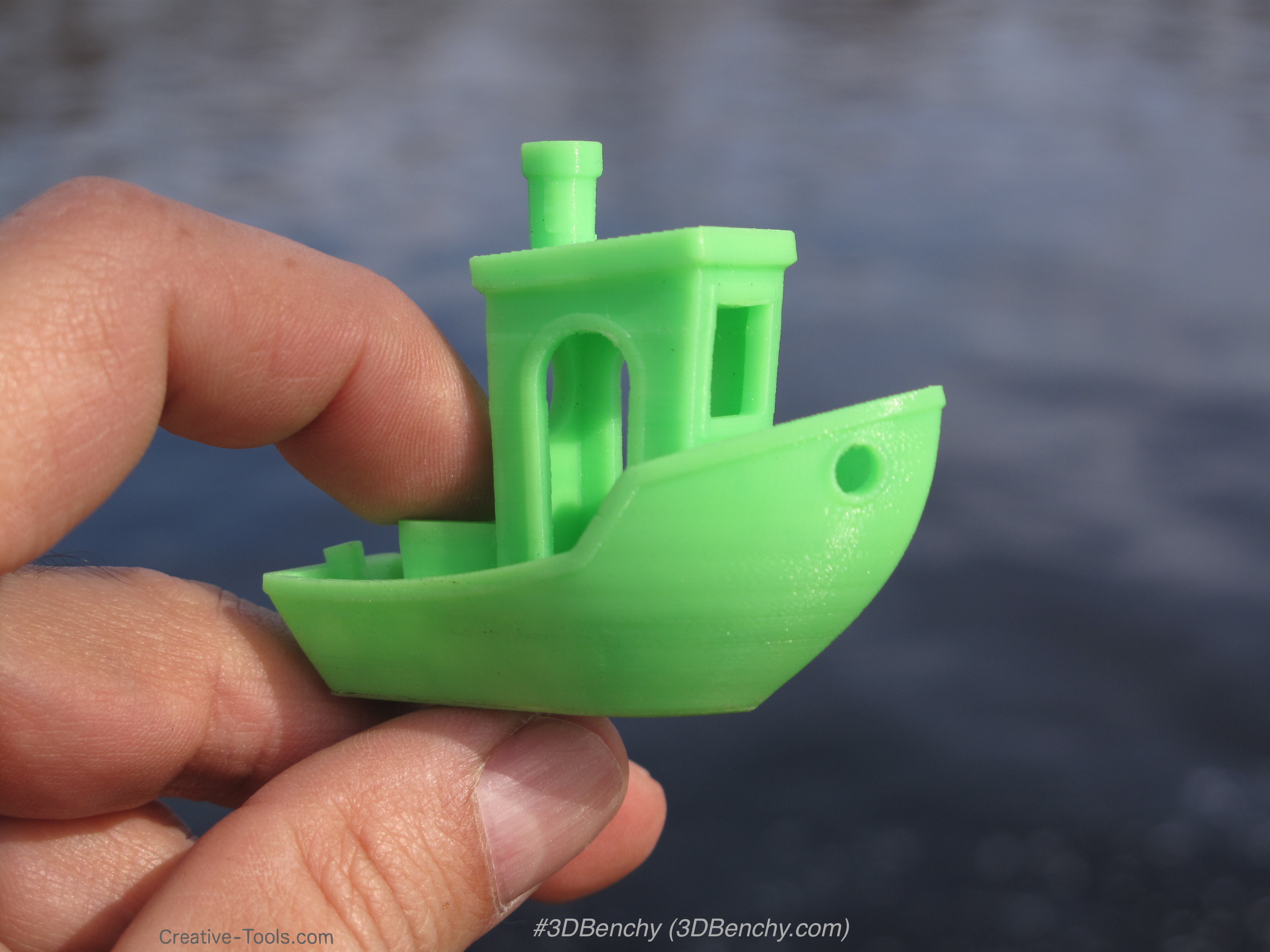
3DBenchy được in trên máy in 3D FDM.
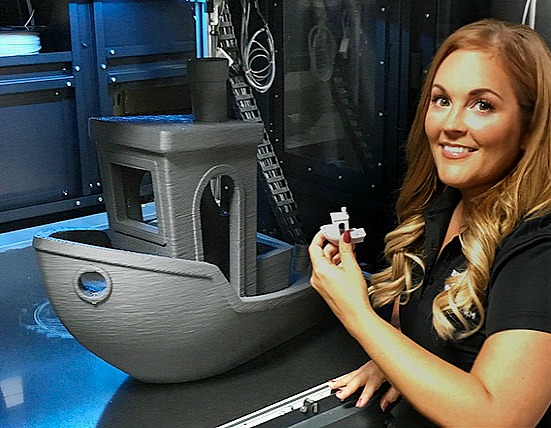
3DBenchy (60 cm x 31 cm x 48 cm) siêu lớn,chất liệu PLA,làm bằng máy in 3D FDM khổ lớn.
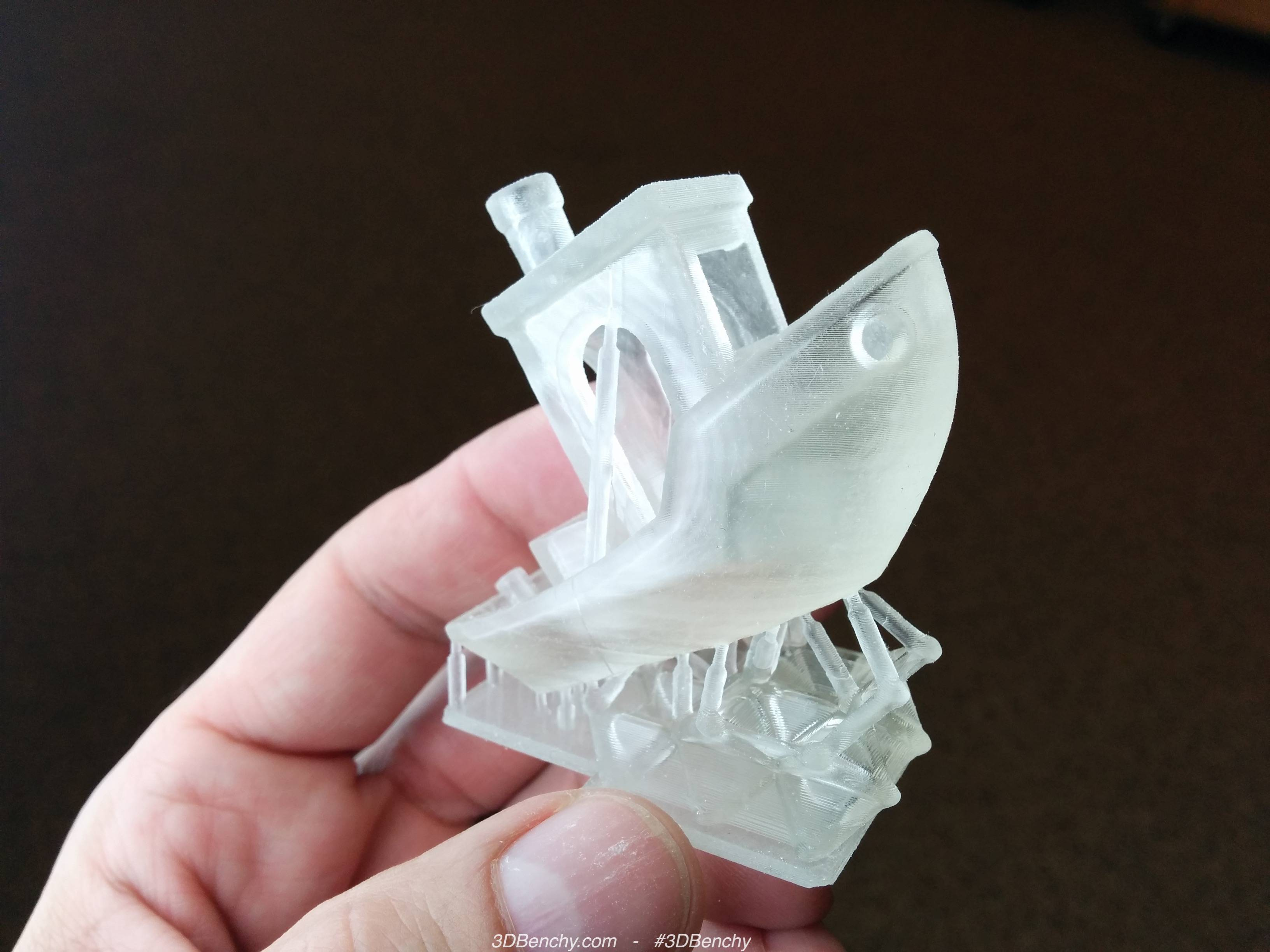
3DBenchy được in trên máy in li-tô lập thể với vật liệu hỗ trợ vẫn còn đính kèm.
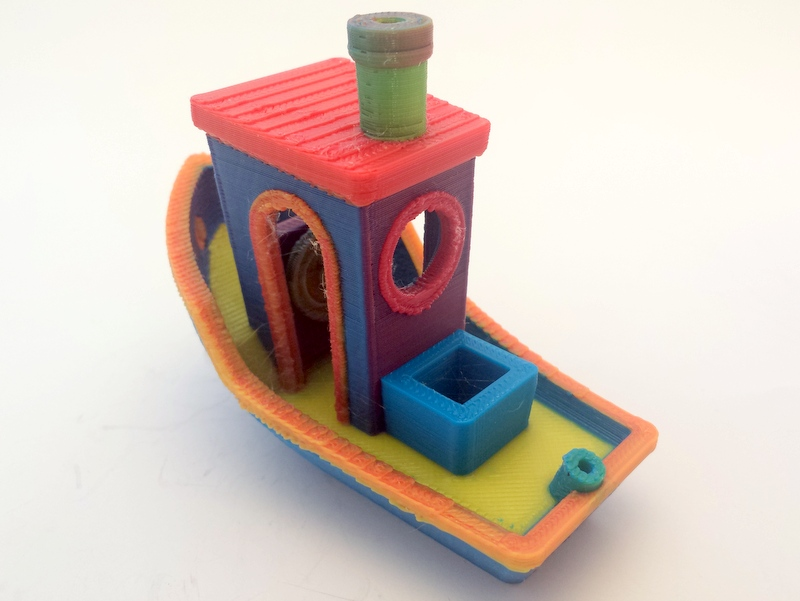
Một 3DBenchy đa vật liệu được tạo ra trên một Prusa i3 sử dụng một đầu trộn màu nóng, mỗi phần của chiếc thuyền đã được tạo ra với màu sắc khác nhau.
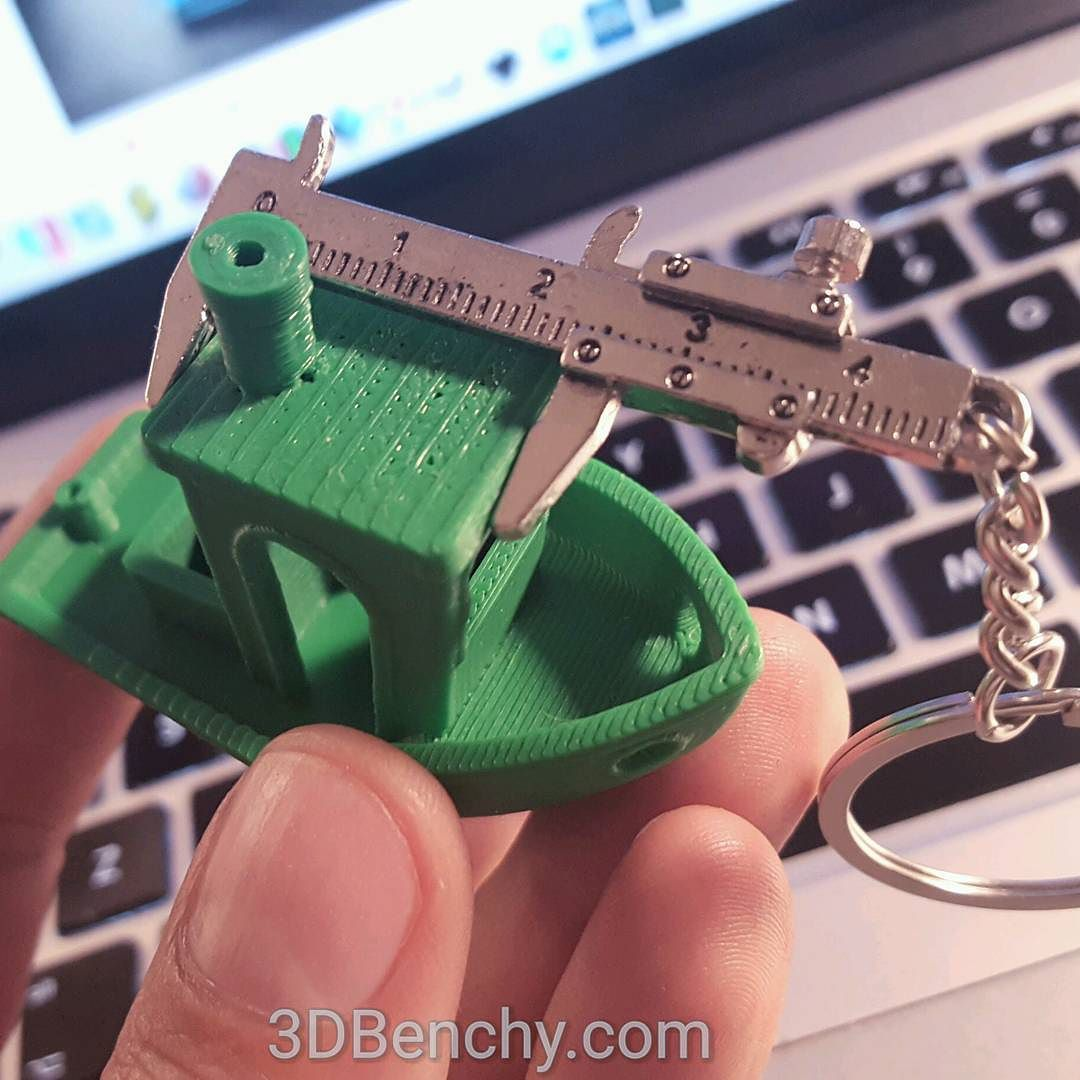
3DBenchy được đo bằng một mốc khóa giống như caliper
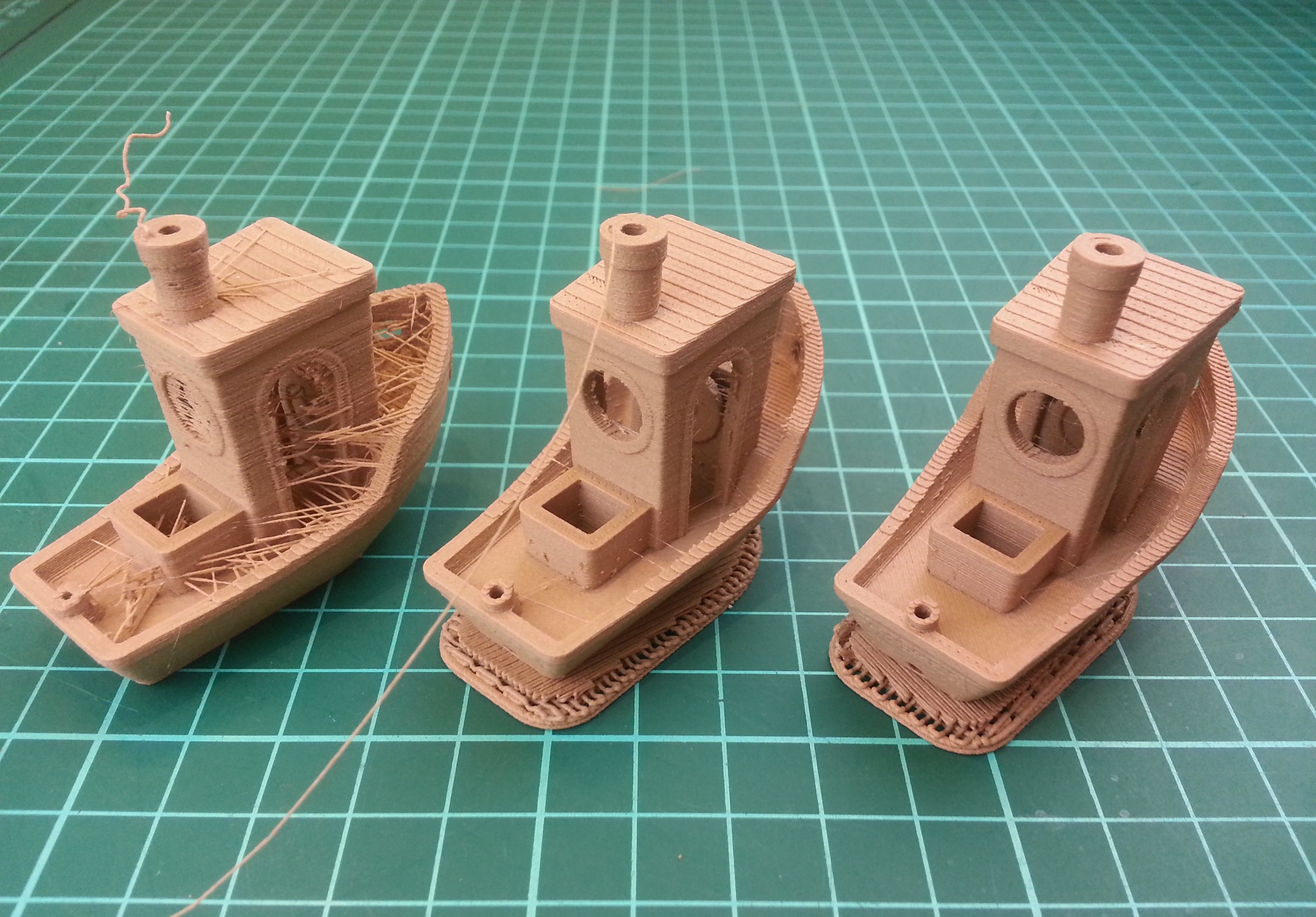
3DBenchys được in trên máy in 3D FDM hiển thị các lỗi khác nhau do lỗi căn chỉnh
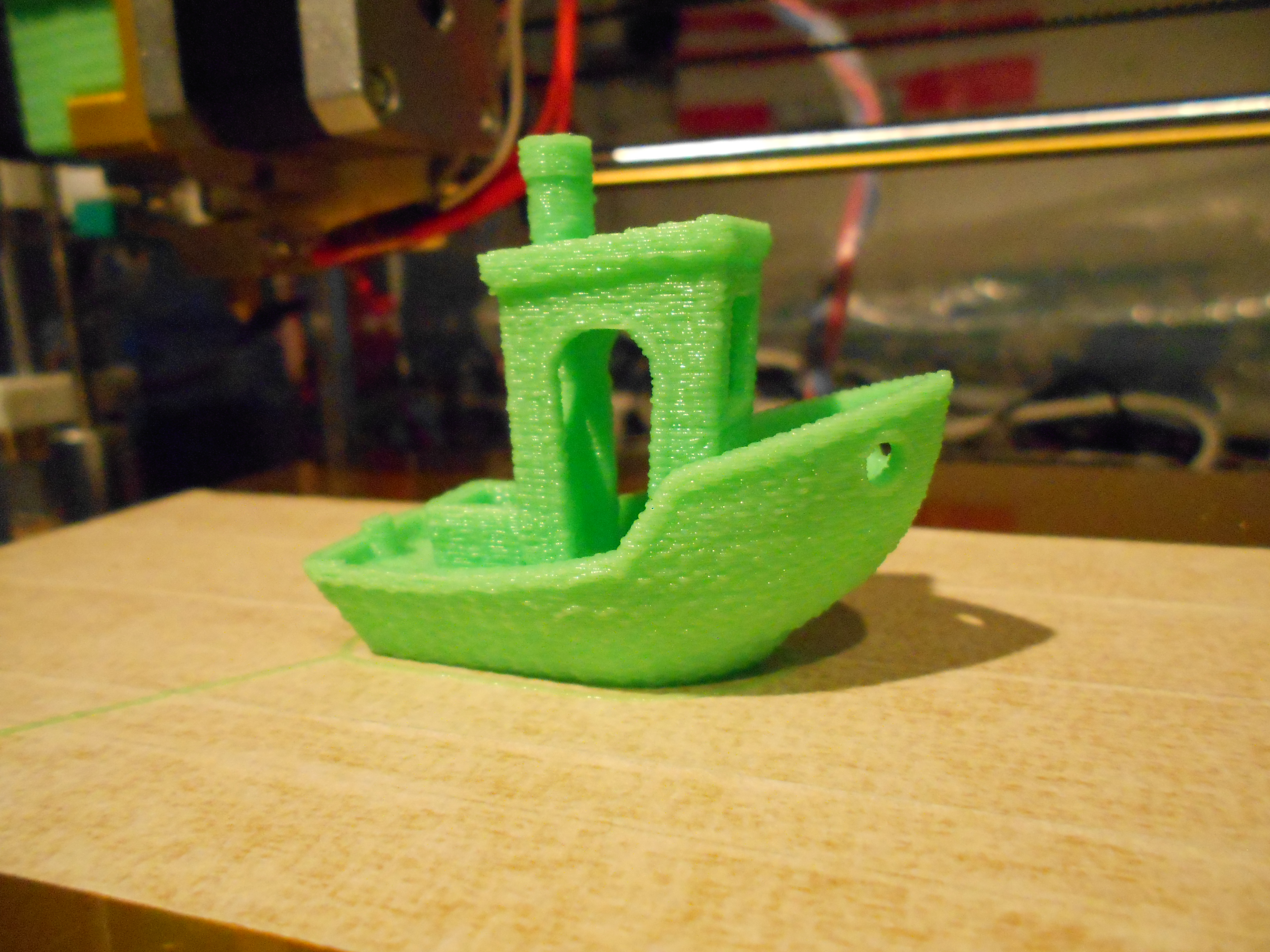
3DBenchy được tạo trên máy in được căn chỉnh kém.